# 小行星2371
小行星2371（2371 Dimitrov）是一颗绕太阳运转的小行星，为主小行星带小行星。该小行星于1975年11月2日发现。
该小行星以保加利亚共产党领导人格奥尔基·季米特洛夫命名。

## 轨道参数
小行星2371的轨道半长轴为2.4407961 UA，离心率为0.013。